# Papeška palača, Avignon
Papeška palača (francosko Palais des Papes; lo Palais dei Papas v okcitanščini) je zgodovinska palača v Avignonu v južni Franciji. Je ena največjih in najpomembnejših srednjeveških gotskih stavb v Evropi.  Nekoč trdnjava in palača je bila papeška rezidenca v 14. stoletju sedež zahodnega krščanstva. V palači je bilo šest papeških konklav, ki so vodile do izvolitve Benedikta XII. leta 1334, Klemena VI. leta 1342, Inocenca VI. leta 1352, Urbana V. leta 1362, Gregorja XI. leta 1370 in Benedikta XIII. leta 1394. Od leta 1995 je Papeška palača je bil skupaj z zgodovinskim središčem Avignona uvrščena na Unescov seznam svetovne dediščine zaradi svoje izjemne arhitekture in zgodovinskega pomena za papeštvo.

## Opis
Palača sta pravzaprav dve združeni stavbi: stara palača Benedikta XII., ki stoji na nepremagljivi skali Domsa, in nova palača Klemena VI., najbolj ekstravagantnega izmed avignonskih papežev. Skupaj tvorita največjo gotsko zgradbo srednjega veka. Je tudi eden najboljših primerov mednarodnega gotskega arhitekturnega sloga. Konstrukcijska zasnova je bila delo dveh najboljših francoskih arhitektov, Pierra Peyssona in Jeana de Louvresa, razkošno okrasje pa je bilo delo dveh najboljših študentov šole v Sieni (Italija), Simoneja Martinija in Mattea Giovanettija.
Poleg tega je papeška knjižnica v palači (največja v Evropi v tistem času z več kot 2000 zvezki) pritegnila skupino klerikov, ki so bili navdušeni nad študijem lepote, med njimi je bil tudi utemeljitelj humanizma Francesco Petrarca. Istočasno so skladatelji, pevci in glasbeniki privabljeni v Veliko kapelo Palais. Tam je Klemen VI. uporabljal Mass of Notre-Dame Guillauma de Machauta, tam je Philippe de Vitry na papeževo povabilo predstavil svojo Ars Nova in tja je prišel študirat Johannes Ciconia.
Palača je bila zaradi svoje ogromne velikosti tudi kraj, kjer se je začela spreminjati splošna organizacija Cerkve. Omogočila je centralizacijo služb in prilagoditev delovanja potrebam papeštva ter ustvarila resnično osrednjo upravo Cerkve. Število zaposlenih v kuriji (cerkveni upravi), ki je bilo ob koncu 13. stoletja 200, je na začetku 14. stoletja preseglo 300 ljudi in leta 1316 doseglo 500 ljudi. Temu je bilo dodanih več kot 1000 laičnih uradnikov, ki so delali v Palači.
Kljub temu je palača postala zastarela, ko je papeštvo ugotovilo, da se je treba vrniti v Rim. Upanje na ponovno združitev latinskih in pravoslavnih kristjanov, skupaj z dosego miru v papeški državi v Italiji, je okrepilo primer vrnitve. Temu je bilo dodano trdno prepričanje tako Urbana V. kot Gregorja XI., da je lahko sedež papeštva samo grobnica svetega Petra. Kljub močnemu nasprotovanju francoskega dvora in kardinalskega zbora sta oba papeža našla sredstva za vrnitev v Rim, prvi 30. aprila 1362, drugi 13. septembra 1370. Tokrat je bila vrnitev absolutna.
V naslednjih stoletjih je palača izgubila vso svojo nekdanjo slavo, čeprav je služila kot sedež dveh protipapežev in številnih kardinalov. Ohranila pa je vidik destrukcije, ki so ga francoski pesniki in pisatelji, kot je bil Charles Forbes René de Montalembert, omenjali skozi stoletja, s svojim močnim občutkom za lepoto, preprostost, veličino in nesmrtnost.

## Zgodovina
Palačo so začeli graditi leta 1252. Avignon je postal rezidenca papežev leta 1309, ko je Gaskonjec Bertrand de Goth kot papež Klemen V., ki se po izvolitvi (1305) ni hotel soočiti z nasilnim kaosom v Rimu, preselil papeško kurijo v Avignon. Klemen je živel kot gost v dominikanskem samostanu v Avignonu in njegov naslednik, papež Janez XXII., je tam postavil veličastno ustanovo, vendar je obnovo stare škofovske palače resno začel papež Benedikt XII. (1334–42) in nadaljevali njegovi nasledniki do leta 1364. Mesto, na naravni skalni vzpetini na severnem robu Avignona, s pogledom na reko Rono, je bilo staro škofovsko palačo avignonskih škofov. Palača je bila zgrajena v dveh glavnih fazah z dvema ločenima segmentoma, znanima kot Palais Vieux (Stara palača) in Palais Neuf (Nova palača). Do zaključka je zavzemala površino 11.000 m². Stavba je bila izjemno draga, saj je med gradnjo pobrala velik del papeževega dohodka.
Palais Vieux je zgradil arhitekt Pierre Poisson iz Mirepoixa po navodilih papeža Benedikta XII. Strogi Benedikt je dal prvotno škofovsko palačo porušiti in nadomestiti z veliko večjo stavbo s središčem križnega hodnika, ki je bila močno utrjena pred napadalci. Njena štiri krila so obdana z visokimi stolpi.
Pod papeži Klemenom VI., Inocencem VI. in Urbanom V. je bila stavba razširjena v tisto, kar je danes znano kot Palais Neuf. Klement VI. je naročil arhitektu Jeanu de Louvresu, da zgradi nov stolp in sosednje stavbe, vključno z 52 m dolgo Veliko kapelo, ki bo služila kot kraj za papeška bogoslužja. Pod Inocencem VI. so zgradili še dva stolpa in most. Urban V. je dokončal glavno dvorišče (znano kot Cour d'honneur - častno sodišče) z nadaljnjimi stavbami, ki so ga obdajale. Notranjost stavbe je bila razkošno okrašena s freskami, tapiserijami, slikami, kipi in lesenimi stropi.
Papeži so zapustili Avignon leta 1377 in se vrnili v Rim, vendar je to spodbudilo zahodni razkol, med katerim sta protipapeža Klemen VII. in Benedikt XIII. do leta 1403 naredila Avignon za svoj dom. Slednji je bil pet let zaprt v palači, potem ko je bil oblegan leta 1398, ko je je vojska Geoffreya Boucicauta zasedla Avignon. Stavba je nekaj let ostala v rokah protipapeških sil – bila je oblegana od 1410 do 1411 – vendar je bila leta 1433 vrnjena v oblast papeških legatov.
Čeprav je Palača ostala pod papeškim nadzorom (skupaj z okoliškim mestom in Comtat Venaissin) več kot 350 let pozneje, je postopoma propadala kljub obnovi leta 1516. Ko je leta 1789 izbruhnila francoska revolucija, je bila že v slabem stanju, ko je bila zasegle in oplenile revolucionarne sile. Leta 1791 je postal prizorišče pokola protirevolucionarjev, katerih trupla so vrgli v Tour des Latrines v Palais Vieux.
Palačo je pozneje prevzela Napoleonova francoska država za uporabo kot vojašnica in zapor. Čeprav jo je dodatno poškodovala vojaška okupacija, zlasti v času protiklerikalne Tretje republike, ko je bilo preostalo notranjo leseno pohištvo pospravljeno, da bi se stavba uporabila kot hlev – freske so bile prekrite in v veliki meri uničene – s tem je bila zagotovljena lupina fizičnega preživetja stavbe. Izpraznili so jo šele leta 1906, ko je postala nacionalni muzej. Od takrat so ga praktično nenehno obnavljali.
Charles Dickens opisuje ogled te stavbe v svoji knjigi: Slike iz Italije. Svojega vodnika opisuje kot hudiča z utripajočimi črnimi očmi, ki se veseli krvave preteklosti, ko so stavbo uporabljali kot mučilnico.

## Palača danes
Palača je danes zgodovinska in arhitekturna znamenitost ter predvsem turistična atrakcija, ki pritegne okoli 650.000 obiskovalcev letno, kar jo redno uvršča med deset najbolj obiskanih znamenitosti v Franciji. V njej je tudi velik kongresni center in arhiv departmaja Vaucluse, ki vključuje raziskovalni center o papeštvu v Avignonu, ki sta ga skupaj organizirala École française de Rome in Institut de recherche et d'histoire des textes.
Palača redno služi kot razstavišče. Prvo večjo razstavo je dal René Char v Veliki kapeli med 27. in 30. junijem 1947. Z naslovom Exposition de peintures et sculptures contemporaines (Razstava sodobnih slikarjev in kiparjev) je bila izhodišče za to, kar je kasneje postalo Festival d'Avignon.
Dvorišče Papeške palače je osrednja lokacija festivala v Avignonu, ki poteka vsako leto julija. Je tudi kraj številnih kulturnih in gospodarskih dogodkov, vključno z razstavami, predstavami in konvencijami.
Palača je tudi dom mednarodnega kongresnega centra, ki je bil ustanovljen leta 1976 in danes gosti veliko število dogodkov letno. Sem spadajo kongresi, parlamenti, simpoziji, srečanja in druga srečanja, z največjo dvorano, 'Grande Audience', ki lahko sprejme do 700 gostov.

## Arhitektura
S 15.000 kvadratnimi metri površine je Palača največja gotska palača v vsej Evropi in zaradi številnih arhitekturnih odlik ena najpomembnejših na svetu. Te zasluge je izpostavil Eugène Viollet-le-Duc, avtor Dictionnaire raisonné de l'architecture française du XIe au XVIe siècle (Slovar francoske arhitekture od 11. do 16. stoletja), ki se je obširno skliceval na Palačo, vključno z debelino in višino njenih stolpov, trdnost njegovih nazobčanih zidov, uporabe lokov za podporo na njenih fasadah in njeno sposobnost, da vzdrži težka in dolgotrajna obleganja.

### Studio Klemena VI.
Studio ali zasebna delovna soba Klemena VI. se običajno imenuje chambre du cerf (soba jelena) zaradi upravičeno opevanih fresk iz 14. stoletja, ki prikazujejo prizore dvornega lova, ki krasijo stene in oboke. Tematika, čeprav je običajna v sodobni sekularni umetnosti, je tako nepričakovana v sobi, ki naj bi bila namenjena študiju, kot v sobi v papeškem stanovanju. Freske so verjetno naslikali francoski umetniki, na katere je močno vplivala sienska umetnost ali pa sta jim pomagala Simone Martini in/ali Matteo Giovanetti, ki sta oba služila kot Klemenova dvorna slikarja.

### Veliki Tinel
Ta soba se je uporabljala predvsem kot sprejemna soba. Pokrita s tapiserijami na zvezdasto modrem ozadju, od teh okraskov pravzaprav ni ostalo nič. Res je požar uničil palačo v 14. stoletju: številni deli so bili obnovljeni ali na novo zgrajeni.
Med konklavami so se v tej sobi sestajali kardinali, da bi izvolili novega papeža. Za to priložnost so sobo obzidali in pustili odprto le majhno odprtino za vso potrebno hrano. Po vsakem konklavu so začasne stene uničili in razkrili obokano sobo, ki se odpira v preostali del palače.

### Kapele

#### kapela sv. Martiala
Kapela sv. Martiala, ki je na drugi stopnji stolpa sv. Janeza, s slikami opisuje glavne dele življenja sv. Martiala. Matteo Giovanetti je tam delal v letih 1344 in 1345. Smer branja slik naj bo od zgoraj navzdol.
- 4 angeli
- Kapela sv. Martiala – zahodna stena in vrata

#### Kapela sv. Janeza
Od leta 1347 do 1348 je bil Matteo Giovannetti zadolžen za kapelo sv. Janeza, ki je pod kapelo sv. Martiala.

## Umetniške razstave v Papeški palači
Papeška palača redno gosti umetniške razstave. Tradicija se je začela leta 1947, ko sta umetnostni kritik Christian Zervos in pesnik René Char organizirala razstavo Matissa, Picassa, Braquea in Mondriana. Razstave, prikazane od takrat, vključujejo dve razstavi Picassa (leta 1970 in 1973), obsežno razstavo iz leta 2000 »La beauté in fabula« in nedavno razstavo »Les Papesses« (2013) ter posamezne razstave Miquela Barceloja (2010) in Stefan Szczesny (2014).